# Sherilyn Lawson
Sherilyn Lawson est une actrice américaine de cinéma et de télévision.

## Biographie
Sherilyn Lawson commence sa carrière en 1992 dans le rôle de Lynn pour le film de Nicole Conn, Claire of the Moon.

## Filmographie
- 1992 : Claire of the Moon : Lynn
- 1992 : Perfect Family (téléfilm) : la maman du petit garçon
- 1992 : Ironheart : la policière
- 1994-1995 : Under Suspicion (série télévisée) : Frieda
- 1995 : Medicine Ball (série télévisée) : Mrs. Benson
- 1995 : Dead by Sunset (mini-série télévisée) : Lauren
- 1996 : Cosas que nunca te dije
- 1998 : Fifteen and Pregnant (téléfilm) : Dr. Ross
- 1998 : Les Sorcières d'Halloween : la vampire
- 1998 : Inconceivable : Naomi
- 1999 : Take My Advice: The Ann and Abby Story (téléfilm) :
- 2003 : Elephant : la professeure
- 2004 : What the #$*! Do We (K)now!? (documentaire) : la demoiselle d'honneur
- 2005 : Thumbsucker : la mère de Bobby Blount
- 2005 : The Ring Two : Audrey Flint
- 2006 : What the Bleep!?: Down the Rabbit Hole (documentaire) : la demoiselle d'honneur
- 2006 : Punk Love : Jane
- 2006 : Raising Flagg
- 2007 : Feast of Love : l'infirmière
- 2007 : Blue Angel : la mère
- 2009 : Not Dead Yet : Michelle
- 2010 : Extraordinary Measures : Kate
- 2013 : God Shaped Hole (court-mètrage) : Callista